# Volovské vrchy
Volovské vrchy este o arie protejată (arie de protecție specială avifaunistică — SPA) din Slovacia întinsă pe o suprafață de 121.420,65 ha, integral pe uscat.

## Localizare
Centrul sitului Volovské vrchy este situat la coordonatele 48°47′56″N 20°49′01″E / 48.798865°N 20.81695°E.

## Înființare
Situl Volovské vrchy a fost declarat arie de protecție specială avifaunistică în iulie 2003 pentru a proteja 3 specii de plante și 47 de specii de animale.

## Biodiversitate
Situată în ecoregiunile alpină și panonică, aria protejată conține 27 de habitate naturale: Pajiști panonice carstice (Stipo-Festucetalia pallentis), Pajiști stepice subpanonice, Pajiști uscate seminaturale și facies de acoperire cu tufișuri pe substraturi calcaroase (Festuco-Brometalia) (* situri importante pentru orhidee), Peșteri inaccesibile publicului, Păduri aluvionare cu Alnus glutinosa și Fraxinus excelsior (Alno-Padion, Alnion incanae, Salicion albae), Pajiști carstice calcaroase sau bazofile, de Alysso-Sedion albi, Păduri pe pante, grohotișuri și ravene de Tilio-Acerion, Izvoare petrifiante cu formare de travertin (Cratoneurion), Lacuri eutrofice naturale cu vegetație de tip Magnopotamion sau Hydrocharition, Păduri calcicole cu Pinus sylvestris din Carpații Occidentali, Mlaștini turboase de tranziție și turbării mișcătoare, Păduri stepice euro-siberiene cu Quercus spp., Păduri de fag Asperulo-Fagetum, Fânețe de joasă altitudine (Alopecurus pratensis, Sanguisorba officinalis), Liziere de ierburi înalte hidrofile de câmpie și de nivel montan până la alpin, Grohotișuri medio-europene calcaroase, de la nivel colinar și montan, Mlaștini împădurite, Păduri de fag din Europa Centrală dezvoltate pe sol calcaros cu Cephalanthero-Fagion, Păduri de fag Luzulo-Fagetum, Păduri de stejar și carpen Galio-Carpinetum, Pante stâncoase calcaroase cu vegetație casmofită, Păduri acidofile de Picea de la nivel montan la nivel alpin (Vaccinio-Piceetea), Păduri panonice cu Quercus pubescens, Fânețe montane, Mlaștini alcaline, Păduri de fag subalpine medio-europene cu Acer și Rumex arifolius, Formațiuni ierboase bogate în specii de Nardus, dezvoltate pe substraturi silicioase în zone montane (și în zone submontane, în Europa continentală).
La baza desemnării sitului se află mai multe specii protejate:
- plante (3): clopțelul cu frunze de crin (Adenophora lilifolia), papucul doamnei (Cypripedium calceolus), Pulsatilla slavica
- păsări (25): minunița (Aegolius funereus), pescăruș albastru (Alcedo atthis), acvilă de munte (Aquila chrysaetos), cocoșul de mesteacăn (Bonasa bonasia), buha (Bubo bubo), barză neagră (Ciconia nigra), acvilă-țipătoare-mică (Clanga pomarina), prepeliță (Coturnix coturnix), ciocănitoare cu spate alb (Dendrocopos leucotos), ciocănitoare neagră (Dryocopus martius), muscar-gulerat (Ficedula albicollis), muscar (Ficedula parva), ciuvică (Glaucidium passerinum), capîntortură (Jynx torquilla), sfrâncioc roșiatic (Lanius collurio), Leiopicus medius, cocoșul de mesteacăn (Lyrurus tetrix), muscar sur (Muscicapa striata), viespar (Pernis apivorus), ciocănitoare de munte (Picoides tridactylus), ciocănitoare verzuie (Picus canus), turturică (Streptopelia turtur), huhurezul mic (Strix uralensis), silvie porumbacă (Sylvia nisoria),  cocoș de munte (Tetrao urogallus)
- amfibieni (1): izvoraș-cu-burta-galbenă (Bombina variegata)
- mamifere (15): liliac cârn (Barbastella barbastellus), lupul (Canis lupus), vidră de râu (Lutra lutra), râs eurasiatic (Lynx lynx), liliac cu aripi lungi (Miniopterus schreibersii), liliac cu urechi mari (Myotis bechsteinii), liliac cu urechi de șoarece (Myotis blythii), liliac de iaz (Myotis dasycneme), liliac cărămiziu (Myotis emarginatus), liliac comun (Myotis myotis), liliacul mediteranean cu potcoavă (Rhinolophus euryale), liliacul mare cu potcoavă (Rhinolophus ferrumequinum), liliacul mic cu potcoavă (Rhinolophus hipposideros), popândău (Spermophilus citellus), urs brun (Ursus arctos)
- nevertebrate (5): Carabus variolosus, croitorul mare al stejarului (Cerambyx cerdo), Euplagia quadripunctaria, rădașcă (Lucanus cervus), Rosalia alpina
- pești (1): zglăvoacă (Cottus gobio)

Pe lângă speciile protejate, pe teritoriul sitului au mai fost identificate 51 de specii de plante, 2 specii de amfibieni, 13 specii de mamifere, 1 specie de nevertebrate, 4 specii de reptile.